# Anacridium
Az Anacridium a sáskafélék rendszertani családjának egyik neme.

## Fajok
A genusba 13 faj tartozik.  Magyarországon egy faj, az egyiptomi sáska elkóborolt példányai fordulhatnak elő néha. 
- Anacridium aegyptium (Linnaeus, 1764) - egyiptomi sáska, típusfaj
- Anacridium burri Dirsh & Uvarov, 1953
- Anacridium deschauenseei Rehn, 1941
- Anacridium eximium (Sjöstedt, 1918)
- Anacridium flavescens (Fabricius, 1793)
- Anacridium illustrissimum (Karsch, 1896)
- Anacridium incisum Rehn, 1942
- Anacridium javanicum Willemse, 1932
- Anacridium melanorhodon (Walker, 1870)
- Anacridium moestum (Serville, 1838)
- Anacridium rehni Dirsh, 1953
- Anacridium rubrispinum Bey-Bienko, 1948
- Anacridium wernerellum (Karny, 1907)

## Fordítás
- Ez a szócikk részben vagy egészben  az   Anacridium című angol Wikipédia-szócikk ezen változatának fordításán alapul.  Az eredeti cikk szerkesztőit annak laptörténete sorolja fel. Ez a jelzés csupán a megfogalmazás eredetét és a szerzői jogokat jelzi, nem szolgál a cikkben szereplő információk forrásmegjelöléseként.